# Вальжина Морт
Вальжина Морт (нар. 1981, Мінськ);— білоруська письменниця, перекладачка, професорка. Зараз живе в Ітаці, Нью-Йорк, США. Викладає поезію та літературний переклад у Корнельському університеті.

## Біографія
Морт, відома в Європі за своїми живими виступами, працює над відновленням чіткої ідентичності для Білорусі та її мови. 
Її перша книга, що вийшла у США «Фабрика сліз» (білоруська / англійська поезія), була спільно перекладена з білоруської Елізабет Олегерс Райт та лауреатом Пулітцерівської премії Францом Райтом. Різні книги в перекладі виходили друком у Швеції та Німеччині. Окремі вірші друкувались у різних антологіях та перекладені німецькою, польською, шведською, англійською, литовською, латиською, словенською, болгарською, українською мовами. Учасниця багатьох міжнародних поетичних фестивалів Європи.
У 2004 році отримала премію Crystal Vilencia за найкращу поезію. У 2005 році вона стала резидентом стипендії Gaude Polonia в Польщі, а в 2006 році — стипендіаткою Literarsches Colloquium Berlin, Німеччина. У 2010 Вальжина Морт була нагороджена американською літературною стипендією Фундації Ленена (Lannan Literary Fellowship), яка щороку нагороджує як відомих, так і молодих «авторів надзвичайних літературних якостей, які зробили значний внесок у англомовну літературу і виявляють потенціал для подальшої яскравої праці». 
Морт — наймолодша поетка, яка була на обкладинці журналу «Poetry & Writers magazine».
У 2019 році її книжка «Епідемія троянд» вийшла друком у видавництві «Люта справа» в перекладі українською Лесика Панасюка і Дарини Гладун. До книжки ввійшли тексти зі збірки «Эпідэмія ружаў» в останній авторській редакції та нові поезії, які на той час ніде не публікувалися. Післямову до книжки написав Сергій Жадан.

### Поезія
- «Я тоненькая як твае вейкі» (2005, Логвінаў, Мінськ)
- «Factory of Tears» (2008, Copper Canyon Press, Порт Товнсенд)
- «Collected Body» (2011, Copper Canyon Press, Порт Товнсенд)
- «Эпідэмія ружаў» (2017, Логвінаў, Мінськ)
- «Епідемія троянд» (2019, Люта справа, Київ)
- «Music for the Dead and Resurrected» (2020, Farrar, Straus and Giroux, Нью-Йорк)

### Антології
- The Ecco Anthology of International Poetry (2009, Гарпер Колінз)
- «Crossword». So Much Things to Say: 100 Poets from the First Ten Years of the Calabash International Literary Festival (2010, Акашік Букз)
- «Between Water and Song: New Poets for the Twenty-first Century» (2010, Вайт Пайн Прес)

## Відгуки
The New Yorker:

Морт прагне бути посланицею своєї рідної країни, коли пише тривожним голосом про боротьбу за встановлення чіткої ідентичності Білорусі та її мови.

World Literature Today:

Для творчості Вальжини Морт характерні стійкий опір і бунт проти девальвації життя. Одна з найкращих сучасних молодих поеток у світі.

Library Journal:

Морт — це вогняна куля... Особиста, політична та пристрасна поезія Морт безперечно зацікавить широку читацьку аудиторію. Рекомендуємо!

Los Angeles Times:

Стиль Морт — міцний і лаконічний, майже афористичний — нагадує великих польських поетів Чеслава Мілоша та Віславу Шимборську.

The California Journal of Poetics:

Своїми міцними конструкціями й оригінальністю мови, натхненним відновленням знайомої міфології Морт намагається протистояти забуттю і досягти безсмертя, як для власних персонажів, так і для себе.

Irish Times:

Вальжина Морт — нова зірка світової поезії.